# Río Patapédia
El Río Patapédia (en francés: Rivière Patapédia; en inglés: Patapédia River) es un afluente del río Restigouche en el noroeste de la provincia de Nuevo Brunswick y al sureste de Quebec, al este de Canadá.
El río Patapédia se origina en la parte occidental de la península de Gaspesia en Quebec y se desarrolla hacia el sureste hasta su confluencia con el río Restigouche. Por una parte significativa de su recorrido, el río forma el límite interprovincial entre ambas provincias canadienses.